# Zellerrain
Der Zellerrain, auch Zeller Rain (1121 m ü. A.) ist ein Gebirgspass in den Ybbstaler Alpen westlich von Mariazell. Er liegt auf der Landesgrenze zwischen Niederösterreich und der Steiermark.
Die Bundesstraße 71 führt als Zellerrain Straße über Neuhaus am Zellerrain (998 m) und die Passhöhe Zellerrain zum Erlaufsee und nach Mariazell. Aufgrund der großen Steigung auf der steirischen Seite und der für diese Gegend typischen rauen Wetterverhältnisse war sie bei Schneefall häufig gesperrt. Mit einer Neutrassierung im Jahr 2004 wurde die Steigung von 22 % auf max. 12–15 % verringert. Die alte Straße ist mit einem Schranken gesperrt und nur mehr für die Bewohner der Streusiedlung Hechtensee benutzbar. Der Bereich der Passhöhe wurde abgesenkt, der südseitige Hang wurde angeschnitten und ein Parkplatz angelegt.
Die Passhöhe ist Ausgangspunkt für einige Wanderungen, wie auf die Feldwiesalm, die Gemeindealpe, über den Riffelsattel nach Lackenhof oder auf den Ötscher.
Der Fluss Ybbs entspringt in einer Entfernung von etwa 3 km (Luftlinie) am Fuße des Großen Zellerhutes und trägt bis Lunz am See den Namen Ois.